# Banco Popular del Uruguay
Die Banco Popular del Uruguay ist ein Bauwerk in der uruguayischen Landeshauptstadt Montevideo.
Das 1907 errichtete Gebäude befindet sich in der Ciudad Vieja an der Calle Zabala 1440, Ecke 25 de Mayo. Architekt des ursprünglich als Bankgebäude dienenden Bauwerks war Cayetano Buigas i Monravà. Nachdem es zunächst die Banco Popular del Uruguay beherbergte, wird es heute als Bürogebäude genutzt. Seit 1990 ist dort das Uruguayische Ministerium für Wohnungswesen, Raumordnung und Umwelt (MVOTMA) untergebracht. Das zwölf Meter hohe, zweistöckige und unterkellerte, über eine Grundfläche von 985 m² verfügende Gebäude befindet sich in gutem Zustand.